# Kurt Bachmann
Pour les articles homonymes, voir Bachmann.
Kurt Bachmann, né le 18 juillet 1936, à Iloilo, aux Philippines et mort le 29 août 2014, à Manille, aux Philippines, est un ancien joueur philippin de basket-ball.